# Branislav Angelovski
Branislav Angelovski (mazedonisch Бранислав Ангеловски; * 21. Februar 1977 in Bitola, SFR Jugoslawien) ist ein ehemaliger mazedonischer Handballspieler, der zumeist auf Rückraum Mitte eingesetzt wurde.
Der 1,92 m große und 85 kg schwere Rechtshänder begann seine Profikarriere beim mazedonischen Verein RK Vardar Skopje, mit dem er 1999 die Mazedonische Handball Super Liga und 2000 den Pokal gewann. Nach einer kurzen Station bei RK Tineks Prolet wechselte er zum kroatischen Topklub RK Zagreb, mit dem er 2001 und 2002 die Meisterschaft errang. Anschließend spielte er für den Schweizer Verein Pfadi Winterthur, den er aber nach einem halben Jahr wieder Richtung Zagreb verließ. Nach einem weiteren kroatischen Meistertitel 2004 unterschrieb er in seiner Heimatstadt bei RK Pelister Bitola. 2005 gewann er das Double, 2006 wiederholte er diesen Triumph mit RK Metalurg Skopje. 2007/08 spielte er eine Saison beim französischen Fenix Toulouse Handball. Danach ging er in die Vereinigten Arabischen Emirate zum HC Al Ain. Nachdem er 2009 zu Vardar zurückgekehrt war, lief er ab 2010 für den rumänischen Verein HCM Constanța/HC Drogbera Sud Constanța auf. Dort konnte er 2011, 2012, 2013 und 2014 die Meisterschaft sowie 2011, 2012, 2013 und 2014 den Pokal gewinnen.
Mit der mazedonischen Nationalmannschaft nahm Branislav Angelovski an der Europameisterschaft 1998, der Weltmeisterschaft 1999, der Europameisterschaft 2012, der Weltmeisterschaft 2013 und der Europameisterschaft 2014 teil. Angelovski bestritt bisher 93 Länderspiele, in denen er 163 Tore erzielte.